# Wenera 9
Wenera 9 (ros. Венера 9) – szósta udana radziecka sonda kosmiczna przeznaczona do badania Wenus. Była to pierwsza sonda nowej generacji (typ 4V-1) programu Wenera, o znacznie większej masie od poprzedników. Sonda posiadała lądownik, który przekazał pierwsze, czarno-białe zdjęcia powierzchni Wenus. Lądownik wyposażony był w aparaturę, dzięki której dokonano pierwszych analiz chemicznych gruntu Wenus. Główna część sondy (orbiter) stała się pierwszym sztucznym satelitą Wenus. Miała ona za zadanie przekazywanie na Ziemię sygnałów z lądownika oraz wykonywanie fotografii i innych pomiarów atmosfery planety.
Wenera 9 została wyniesiona przez rakietę Proton K z członem ucieczkowym Blok D 8 czerwca 1975 z kosmodromu Bajkonur w Kazachskiej SRR. Odłączenie lądownika nastąpiło 20 października. Wylądował on miękko na powierzchni planety 22 października 1975 o 05:13 GMT w rejonie Beta Regio, w miejscu o współrzędnych 31,01°N, 291,64°E. Przesyłał dane przez 53 minuty po lądowaniu.